# بير سيليان شيلبريد
بير سيليان شيلبريد (بالنرويجية: Per Ciljan Skjelbred‏) (مواليد 16 يونيو 1987) لاعب كرة قدم نرويجي ، يلعب حاليًا لنادي هرتا برلين الألماني في مراكز خط الوسط المحوري والدفاعي والجناح الأيمن.

## روابط خارجية
- بير سيليان شيلبريد على موقع الاتحاد الدولي (مؤرشف)  (الإنجليزية)
- بير سيليان شيلبريد على موقع الاتحاد الأوربي (الإنجليزية)
- بير سيليان شيلبريد على موقع اتحاد النرويج (النرويجية)
- بير سيليان شيلبريد على موقع قاعدة بيانات كرة القدم.إي يو (الإنجليزية)
- بير سيليان شيلبريد على موقع بيانات كرة القدم. دي إي (الألمانية)
- بير سيليان شيلبريد على موقع ناشيونال فوتبول تيمز (الإنجليزية)
- بير سيليان شيلبريد على موقع Soccerway.com (الإنجليزية)
- بير سيليان شيلبريد على موقع عالم كرة القدم.نت (الإنجليزية)
- بير سيليان شيلبريد على موقع AS.com (الإسبانية)